# Jaculispora
Jaculispora är ett släkte av svampar. Jaculispora ingår i familjen Classiculaceae, ordningen Classiculales, klassen Classiculomycetes, divisionen basidiesvampar och riket svampar.
|             | Classicula                             |
|             |                                        |
| Jaculispora | \| \| Jaculispora submersa \| \| \| \| |
|             | \| \| Jaculispora submersa \| \| \| \| |
|             | Jaculispora submersa                   |
|             |                                        |

|  | Jaculispora submersa |
|  |                      |